# دریاچه پریشان

دریاچه پریشان یکی از بزرگ‌ترین دریاچه‌های آب شیرین ایران و خاورمیانه می‌باشد که در بخش جره و بالاده شهرستان کازرون و در نزدیکی پل آبگینه قرار گرفته است.
در بخش مرکزی جره و بالاده از توابع شهرستان کازرون در استان فارس قرار گرفته است.
این دریاچه با مساحتی نزدیک به ۴۳۰۰ هکتار و با ارتفاع ۸۲۰ متری از آب‌های آزاد در کنوانسیون رامسر به عنوان تالاب بین‌المللی ثبت و در تقسیم‌بندی مناطق جز مناطق حفاظت شده محسوب می‌شود و به نام‌های مور، فامور و پریشان شناخته می‌شود و میلیون‌ها سال زیستگاه انواع ماهی‌ها، آبزیان و پرندگان بومی و غیربومی بوده است. برداشت بی‌رویه از منابع آبی و عدم اختصاص حقابه، تالاب پریشان را در وضعیت نامناسبی قرار داده است.
این دریاچه مقدار کمی آب از رودخانه‌های تغذیه‌کننده دریافت می‌کند و تمام منطقه به عنوان یک اکوسیستم تالابی با اهمیت جهانی حفاظت‌شده محسوب می‌شود. در نزدیکی این دریاچه، دریاچه ارژن نیز قرار دارد و کل این منطقه تحت عنوان «پارک ملی ارژن» شناخته می‌شود. این منطقه پناهگاهی مهم برای پرندگان است.

## جغرافیا
این دریاچه بین طول‌های جغرافیایی ۵۱ درجه و ۴۴ دقیقه تا ۵۱ درجه و ۵۱ دقیقه شرقی و عرض‌های ۲۹ درجه و ۳۲ دقیقه تا ۳۰ ثانیه شمالی قرار دارد. مساحت آن ۴۳۰۰ هکتار است و ارتفاع آن از سطح آب‌های آزاد ۸۲۰ متر می‌باشد. حوزه آبریز این دریاچه ۲۶۶٫۵ کیلومتر مربع است و بیشترین مساحت آن در اردیبهشت ماه دیده می‌شود.
دور تا دور این دریاچه را کوه احاطه کرده است فاصله دریاچه نسبت به کوه از طرف شمال حدوداً ۴ الی ۵ کیلومتر می‌باشد و از طرف جنوب حدوداً ۵۰۰ متر می‌باشد. در فاصله بین دریا تا کوه از طرف شمال روستای مالکی (قلات نیلو، دهپاگاه، هلک، پریشان)، روستای عرب فامور، روستای سی سخت و در قسمت شرق قلعه نارنجی، جروق و در سمت جنوب روستای نرگس‌زار و در غرب دریاچه روستای شهرنجان قرار دارد.
این دریاچه در کنوانسیون رامسر به عنوان تالاب بین‌المللی ثبت گردیده است و در تقسیم‌بندی مناطق جزء منطقه حفاظت شده محسوب می‌گردد.

### گذشته و حیات وحش
دریاچه پریشان از جمله اکوسیستم‌های پایداری است که در اثر عوامل تکتونیک به وجود آمده میلیون‌ها سال است که شرایط خود را حفظ نموده است و دارای ۴ گونه ماهی بومی به نام‌های ماهی زردک، ماهی سرخه، ماهی پرک و مار ماهی آب شیرین و همچنین چند گونه ماهی وارداتی نظیر ماهی کپور، ماهی فیتوفالک و آمور می‌باشد که در سال ۱۳۶۸ به دریاچه وارده شده است. تنها کپور معمولی با شرایط تالاب سازش پیدا کرده و دوگونه دیگر مشکلات عدیده‌ای را در تالاب به وجود آورده‌اند.
دریاچه پریشان یکی از مهم‌ترین زیستگاه‌های پرندگان مهاجر بوده است از جمله پرنده‌های مانند لک لک، فلامینگو، درنا و پلیکان بوده است که در سال ۱۳۸۷ پس از خشک شدن دریاچه زیستگاه پرندگان به‌طور کامل از بین رفت.
در این دریاچه انواع مختلفی از جلبک‌های درشت و ریز و جلبک‌های غوطه‌ور از جمله جلبک‌های سبز مانند فیتوپلانکتون، ابریشم آبی، Nitzschia, Lemanea, Gomphosphaeria و Gymnodinium زندگی می‌کنند.
گیاهان غوطه‌ور در دریاچه پریشان که به‌طور کامل در آب قرار دارند، شامل انواعی از خانواده تیزک (سرده) و Ceratophyllaceae هستند که تنها گل‌های آن‌ها ممکن است روی سطح یا خارج از آب دیده شود.
انواع مختلفی از گیاهان مانند نی قلم، Typhaceae، جگنیان و سوسنیان در این اکوسیستم زندگی می‌کنند.
در گذشته، شیر ایرانی در این منطقه و دیگر نقاط ایران زندگی می‌کرد. اما امروزه این گونه تنها در پارک ملی جنگل گیر در هند یافت می‌شود.
تلاش‌هایی برای بازگرداندن این گونه به زیستگاه طبیعی خود در ایران انجام شده است. در سال ۲۰۱۹، ایران یک شیر نر به نام «کامران» را از باغ وحش بریستول انگلستان و یک شیر ماده به نام «ایلد» را از باغ‌ وحش دوبلین ایرلند به باغ‌وحش ارم منتقل کرد تا در راستای بازتولید این گونه و بازگرداندن آن به طبیعت اقدام کند.
در دریاچه پریشان ۱۰ گونه ماهی زندگی می‌کنند که به ترتیب میزان فراوانی شامل: Capoeta barroisi، ماهی برگ بیدی، ماهی حمری، کپور، ماهی لجن‌خوار، کاراس، مارماهی مهاجر، Liza abu و شیربت می‌باشند.

## خشک‌شدن دریاچه

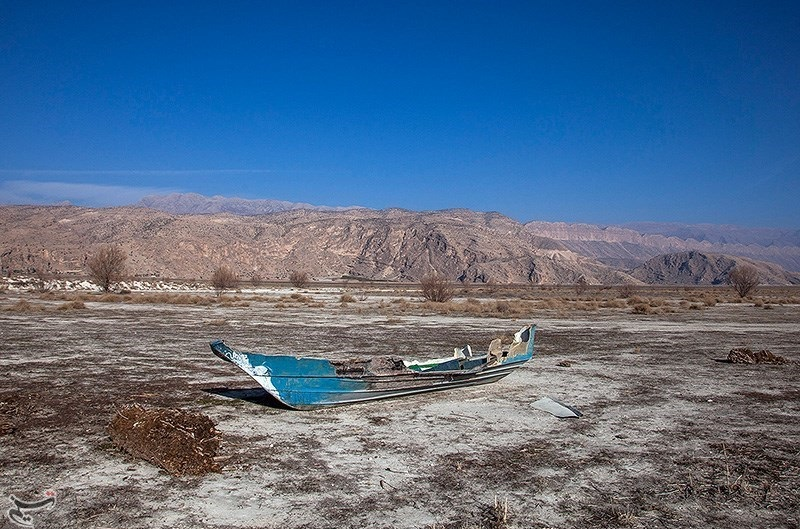
سطح خشک دریاچه

دوره خشکی دریاچه پریشان از سال ۱۳۸۸ به دلیل کمبود بارندگی و حفر صدها چاه مجاز و غیرمجاز در اطراف آن برای استفاده در امور کشاورزی آغاز شد و این دریاچه هنوز احیا نشده است.
به عقیده محلیان آن روستاهای اطراف نیروگاه برق واقع در مهرنجان یکی دیگر از علل خشک شدن دریاچه پریشان می‌باشد
این دریاچه همچنین بر اثر سوزاندن بخشی بزرگی از نیزارهای اطرافش به علت عملیات راهسازی در معرض خطر است. در طی این آتش‌سوزی‌ها هزاران لاک‌پشت و پرنده مهاجر از بین رفته‌اند. همچنین بخش اعظم این دریاچه به علت خشکسالی‌های اخیر خشک شده است.
در سال‌های گذشته بستر خشک دریاچه پریشان با معضل‌های مختلفی دست و پنجه نرم کرده است که از مهم‌ترین آن می‌توان به فرونشست زمین و فرسایش خاک بستر، تخریب و تصرف اراضی ملی، چرای غیرمجاز دام و چاه‌های غیرمجاز و انتقال آب‌های خارج از محدوده اشاره کرد.